# 南米諸国連合

加盟国
資格停止国
元加盟国

南米諸国連合の旗

南米諸国連合のエンブレム

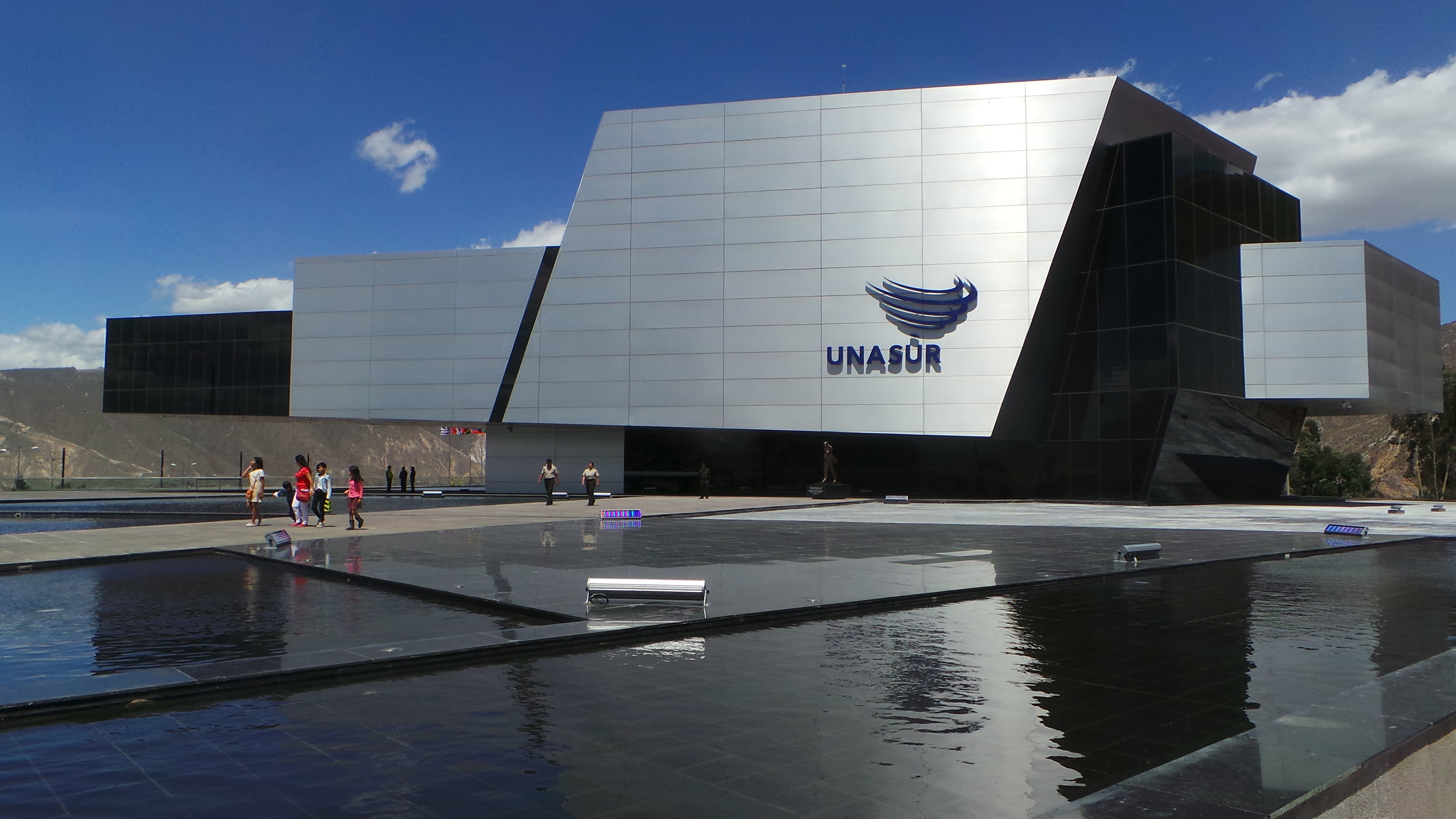
旧南米諸国連合本部

南米諸国連合（なんべいしょこくれんごう、UNASUR: スペイン語: Unión de Naciones Suramericanas、ポルトガル語: União de Nações Sul-Americanas、英語: Union of South American Nations、オランダ語: Unie van Zuid-Amerikaanse Naties）は、2007年に結成された「同一通貨、同一パスポート、一つの議会」を目指す南アメリカの政府間機構。南米国家共同体（なんべいこっかきょうどうたい）ともいう。事務局はエクアドルのキト、南米議会はボリビアのコチャバンバ、南米銀行はベネズエラのカラカスに所在。
2010年代に入ると組織を牽引してきた各国のリーダーが相次いで退陣。国際会議の開催が行われなくなった上に複数の加盟国が脱退したため、組織として停滞傾向にある。

## 沿革
2004年12月9日にペルーで開催された南米12ヵ国の首脳会議の宣言により発足した政治、経済での統合組織・南米共同体（なんべいきょうどうたい、スペイン語: Comunidad Sudamericana de Naciones、ポルトガル語: Comunidade Sul-Americana de Nações、オランダ語: Zuid-Amerikaanse Statengemeenschap CSN）が前身。
2005年に南米・アラブ諸国首脳会議を開き、34ヵ国が参加した。
2007年4月16日、第一回南米エネルギー首脳会議がベネズエラのマルガリータ島で2日間の日程で開かれ、南米全12ヵ国が参加した。この会議で前述の南米共同体が南米諸国連合に改称され、事務局の本部をエクアドルのキトに設置することも決定された。
- 初日の16日は、エネルギー相会議と外相会議、首相等の二国間協議が行われた。
- 二日目の17日は、「マルガリータ宣言」（南のエネルギー統合の構築）を採択して、閉幕した。

2008年5月、ブラジルの首都ブラジリアで南米12カ国（ブラジル、アルゼンチン、パラグアイ、ウルグアイ、ベネズエラ、ペルー、ボリビア、コロンビア、エクアドル、チリ、ガイアナ、スリナム）の首脳会議が開かれ、次のような目的のための設立条約が採択された。
- 加盟国間の政治的対話の強化
- 南米統合の促進
- 地域貧困の撲滅
- 識字運動

初代議長にはチリの大統領ミシェル・バチェレ、同年にはベネズエラとブラジルの強い後押しで南米独自の安全保障機構である南米防衛評議会も設置された。
2010年8月6日、ベネズエラのカラカスで南米・アフリカ首脳会議の準備会が開かれた。同首脳会議は2011年11月、リビアで開かれる。アラブとアフリカ地域の連携を目指している。南米諸国連合は、両地域の多面的協力、地域統合に向けた努力の強化や一極構造は終わり多極構造の世界に向かって居るとの認識で南地域同士の共同・統合で世界の構造変化を進めていく考えを示した。
2011年11月29日、パラグアイの首都アスンシオンで開催された。議長国となったパラグアイのフェルナンド・ルゴ大統領は、大国の介入なしに加盟国が直接対話することを強調し、自主的な地域統合を続ける決意を表明した。
2014年12月、エクアドルの首都キトで初代事務局長を務めたアルゼンチン元大統領のネストル・キルチネルの名を冠した事務局の本部エディフィシオ・ネストル・キルチネルの落成式をエクアドルのラファエル・コレア大統領とアルゼンチンのクリスティーナ・フェルナンデス・デ・キルチネル大統領らは行った。

Prosur加盟国

2017年7月、エクアドルのレニン・モレノ大統領は同年1月から事務局長が選出されてないことや予算の問題からエクアドルにある事務局の建物を教育施設として再利用するとした。翌2018年4月、アルゼンチン、ブラジル、チリ、コロンビア、パラグアイ、ペルーは事務局の運営などをめぐり南米諸国連合への参加を中止した。同年8月にコロンビアは「ベネズエラのニコラス・マドゥロ独裁政権の最大の共犯者」と非難して南米諸国連合からの脱退を発表した。これらの動きに対して議長国ボリビアのエボ・モラレス大統領は「南米の分裂をアメリカは画策している」と反発して同年9月にボリビアで落成した南米議会の本部で南米諸国連合の基本的な運営を行うとしている。2019年3月にはエクアドルも脱退し、チリのセバスティアン・ピニェラ大統領の主導で南米諸国連合に対抗する新たな地域連合としてアルゼンチン、ブラジル、チリ、コロンビア、エクアドル、ガイアナ、パラグアイ、ペルーによってラテンアメリカの進歩と発展のためのフォーラム（Prosur）がサンティアゴで結成された。

## 加盟国

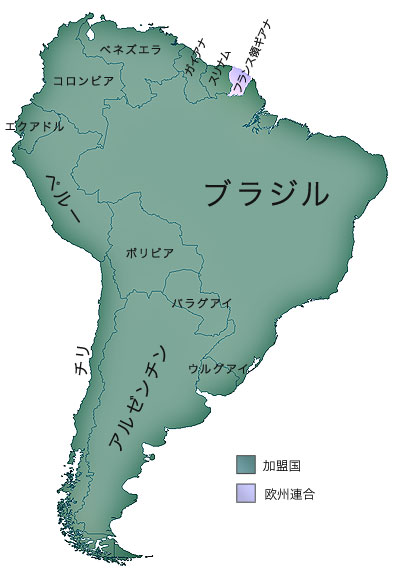
南米諸国連合

アンデス共同体
- ボリビア
- コロンビア（資格停止中）
- エクアドル（資格停止中）
- ペルー（資格停止中）

メルコスール
- アルゼンチン（資格停止中）
- ブラジル（資格停止中）
- ウルグアイ（資格停止中）
- パラグアイ（資格停止中）
- ベネズエラ

その他
- チリ（資格停止中）
- ガイアナ
- スリナム

（オブザーバー）
- メキシコ
- パナマ